# Крвава Печ
Крвава Печ (словен. Krvava Peč) — поселення в общині Велике Лаще, Осреднєсловенський регіон, Словенія. 
Висота над рівнем моря: 731,9 м.